# Kinderoperette

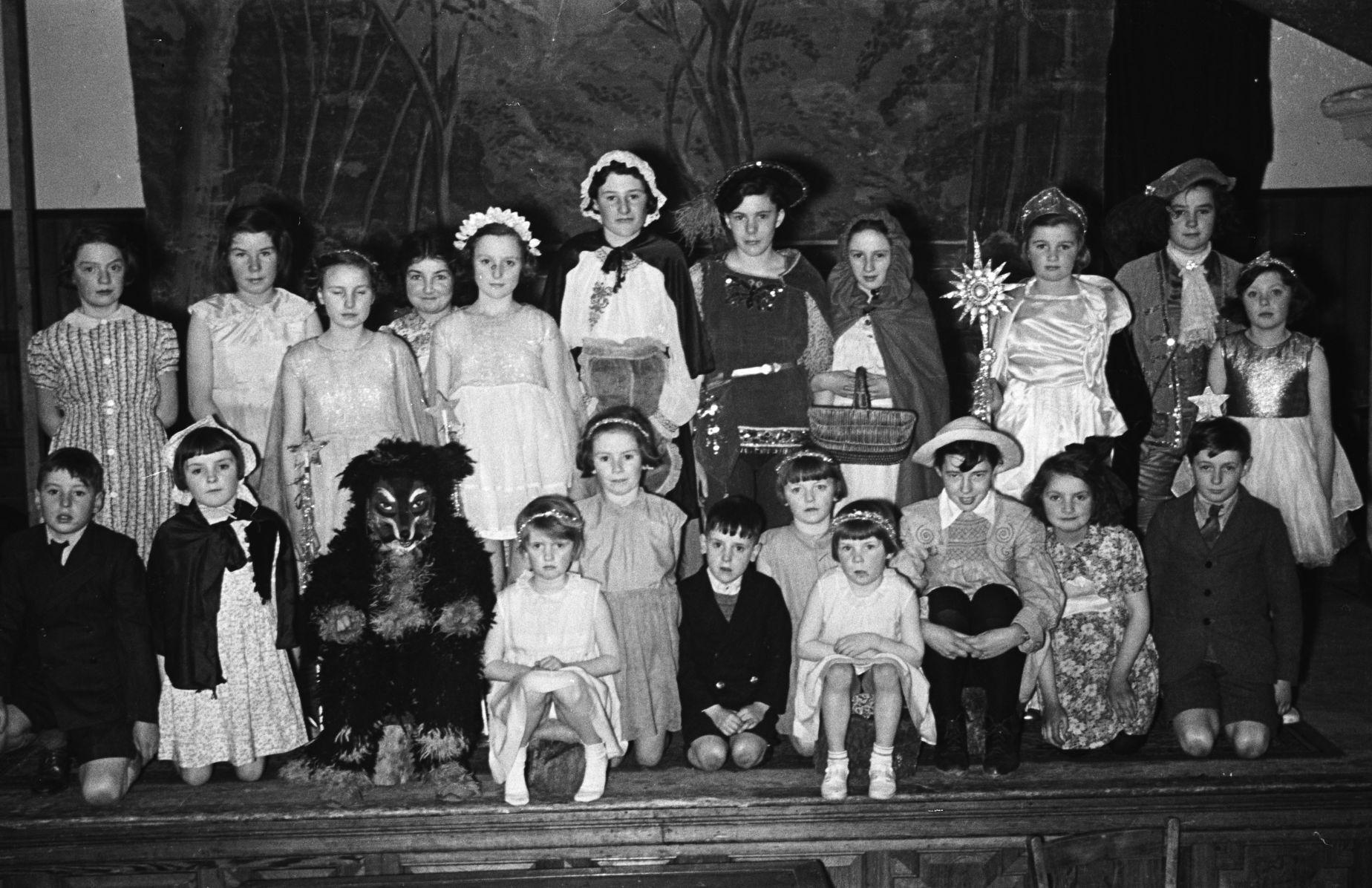
Uitvoering van de kinderoperette Roodkapje ('Red Riding Hood') in 1941.

Een kinderoperette is een operette die is geschreven voor en wordt uitgevoerd door kinderen. 
De kinderoperette (of zangspel) is een vorm van muziektheater, gewoonlijk van luchtige aard, waarbij gesproken tekst en zang worden afgewisseld. De dialogen, solo-zang en koorwerken vormen één samenhangend verhaal. Het wordt gewoonlijk uitgevoerd met bijpassende kostuums en de uitvoering valt onder amateurtoneel.
Kinderoperettes waren in het Nederlandse taalgebied met name in zwang in de periode 1880-1960. Vanaf de jaren 1960 kwam de kindermusical op, een vergelijkbaar theaterstuk met muziek en zang voor en door kinderen.

## Lijst van Nederlandstalige kinderoperettes
De kinderoperettes in onderstaande lijst staan op chronologische volgorde naar het jaar van verschijnen. Deze lijst is niet volledig.
- 188x – De schoone slaapster in het bosch (libretto: Louis Couperus, muziek: Virginie la Chapelle)
- 1896 – De drie kaboutertjes, naar Grimm (libretto en muziek: Hendrika van Tussenbroek)
- 1898 – De woudkoningin (muziek: Martinus Schuil)
- 1899 – Hans Springer in ’t Veld (muziek: Hendricus de Waart
- 1909 – Het prinsenkind, ter gelegenheid van de geboorte van prinses Juliana (libretto: Alfons Olterdissen, muziek: Guus Olterdissen)
- 1909 – De verrassing van Breda (muziek: Christiaan Hengeveld)
- 1914 – Schoorsteenvegertje (libretto: Catharina Kiehl, muziek: Cornelis Wulffraat)
- ca. 1924 – Eén dag Khalif, naar sprookje uit Duizend en één nacht (libretto: P.A. Bruinsma, muziek: Otto Ludwig)
- 1927 – Duinsprookje (libretto: E. Heymans van Beek, muziek: Dina Appeldoorn)
- 1930 – Prinses van Goudland (libretto: Jo Mulder)
- 1932 – Noortje en haar poppen (libretto: Jo Mulder)
- ca. 1936 – Goudmuiltje (muziek: Brandts Buys jr.)
- ca. 1937 – Goudhaartje en de troubadour (muziek: Geertruida van Vladeracken)
- 1944 – 'De vroolijke muzikanten (libretto: Henriëtte Wijthoff, muziek: Truus Roelofs-Lammes)
- 1946 – 'De nieuwe tuin van den koning (libretto: Henriëtte Wijthoff, muziek: Cees Roelofs)
- ca. 1953 – De ring van de Hertog (libretto: Hendrik Gerrit Cannegieter, muziek: Marinus Adam)
- 195x – Tijl Uilenspiegel in Breda (muziek: Gaby Dirne)
- z.j. – De verdwenen koningszoon (libretto: Jo Mulder)
- z.j. – De nachtegaal (libretto: Fr. Denis, muziek: Alfons Nicolaï)
- z.j. – De toverbal, (Geertruida van Vladeracken)
- z.j. – De toverring
- z.j. – Feest op 't Gravenhof (libretto en muziek: Alfons Nicolaï)
- z.j. – Goudkopje (Eva Janssen)
- z.j. – Mariska, het zigeunermeisje (muziek: Eduard Erdelmann)
- z.j. – Marjolijn in sprookjesland (libretto: Jo Mulder)
- z.j. – Prins Lijsterbaard (muziek: Johannes van Dissel)

## Lijst van anderstalige kinderoperettes
Duits
- 1906 – Peter und Paul reisen ins Schlaraffenland (libretto: Fritz Grünbaum en Robert Bodanzky, muziek: Franz Lehár)
- 1913 – Der Froschkönig (libretto: Erika Ebert, muziek: Margarete Schweikert)

Engels
- 1869 – The Picnic (libretto: George Cooper, muziek: John Rogers Thomas)
- 1904 – Frolicsome Hours (muziek: Thomas Dunhill)
- 1933 – The King's Sneeze (libretto: Richard Tupper Atwater, muziek: Jessie Thomas)